# Andrej Merinov
Andrej Merinov (Mosca, 26 giugno 1971) è un ex tennista russo.

## Carriera
Nel 1989 si è laureato campione russo juniores.
In carriera vanta le vittorie dell'Eisenach Challenger 1993 e del Puerto Vallarta Challenger 1997, oltre a nove partecipazioni in singolare e undici in doppio a tornei dell'ATP Tour.
Il suo maggiore risultato nel circuito maggiore sono i quarti di finale in singolare alla Kremlin Cup del 1993, dove batté il connazionale numero 17 del mondo Aleksandr Volkov e in doppio, l'anno precedente nello stesso torneo, la semifinale in coppia con il georgiano Vladimir Gabričidze.

## Statistiche

### Tornei minori

#### Singolare

##### Vittorie (2)
| Legenda tornei minori |
| Challenger (2)        |
| Futures (0)           |

| N. | Data           | Torneo                                      | Superficie    | Avversario in finale | Punteggio     |
| 1. | 11 luglio 1993 | Eisenach Challenger, Eisenach               | Terra battuta | Karsten Braasch      | 6-3, 2-6, 7-5 |
| 2. | 6 aprile 1997  | Puerto Vallarta Challenger, Puerto Vallarta | Cemento       | Mark Knowles         | 6-3, 7-6      |

#### Doppio

##### Vittorie (1)
| Legenda tornei minori |
| Challenger (1)        |
| Futures (0)           |

| N. | Data            | Torneo                        | Superficie | Compagno     | Avversari in finale               | Punteggio |
| 1. | 31 gennaio 1993 | Tenerife Challenger, Tenerife | Cemento    | Ģirts Dzelde | Jonas Bjorklund Michael Mortensen | 6-3, 6-4  |